# Parrocchie dell'arcidiocesi di Chieti-Vasto
Le parrocchie dell'arcidiocesi di Chieti-Vasto sono 144 distribuite in un'area che comprende comuni della provincia di Chieti e della provincia di Pescara. Le parrocchie sono raggruppate in 10 zone pastorali. 
| Parrocchia                                 | Comune-frazione                    | Indirizzo                        | Titolare                                   | Chiesa parrocchiale                            | Sito web                                           |
| ------------------------------------------ | ---------------------------------- | -------------------------------- | ------------------------------------------ | ---------------------------------------------- | -------------------------------------------------- |
| Gesù Bambino                               | Lama dei Peligni                   | piazza Umberto I                 | bambino Gesù                               | Chiesa dei Santi Nicola e Clemente             |                                                    |
| Immacolata Concezione                      | San Vito Chietino                  | via Nazario Sauro, 1             | Immacolata Concezione                      | Chiesa dell'Immacolata Concezione              |                                                    |
| Madonna delle Piane                        | Chieti-Scalo                       | via dei Vestini                  | santa Maria, madre di Dio                  |                                                |                                                    |
| Maria Santissima del Carmelo               | Scafa                              | corso I Maggio, 310              | Nostra Signora del Monte Carmelo           |                                                |                                                    |
| Natività di Maria Santissima               | Cupello                            | via Istonia, 35                  | Natività della Beata Vergine Maria         |                                                |                                                    |
| Resurrezione di Nostro Signore Gesù Cristo | San Salvo-Marina                   | via Lentella, 10                 | Risurrezione di Gesù                       |                                                |                                                    |
| Sacro Cuore                                | Bolognano-Piano d'Orta             | via Provinciale, 2-24            | Sacro Cuore di Gesù                        |                                                |                                                    |
| Sacro Cuore di Gesù                        | Chieti                             | via Berardi, 1                   | Sacro Cuore di Gesù                        |                                                |                                                    |
| San Bartolomeo Apostolo                    | Chieti-Brecciarola                 | piazza San Bartolomeo, 7         | san Bartolomeo, apostolo                   |                                                |                                                    |
| San Bartolomeo Apostolo                    | Sant'Eufemia a Maiella             | piazza San Bartolomeo, 1         | san Bartolomeo, apostolo                   | Chiesa di San Bartolomeo Apostolo              |                                                    |
| San Biagio                                 | Vacri                              | piazza Vittorio Emanuele III     | san Biagio, vescovo e martire              |                                                |                                                    |
| San Biagio Vescovo e Martire               | Guardiagrele-San Biase             | contrada san Biase               | san Biagio, vescovo e martire              |                                                |                                                    |
| San Callisto Papa                          | Manoppello-Ripacorbaria            | strada comunale Ripacorbaria     | san Callisto, papa e martire               |                                                |                                                    |
| San Camillo de Lellis                      | Chieti                             | via San Camillo de Lellis        | san Camillo de Lellis                      |                                                |                                                    |
| San Cristanziano                           | San Martino sulla Marrucina        | via Madonna del Colle            | san Cristanziano                           |                                                |                                                    |
| San Domenico                               | Guardiagrele-San Domenico          | località San Domenico            | san Domenico                               |                                                |                                                    |
| San Donato Martire                         | Fossacesia                         | via Buonavia, 1                  | san Donato, vescovo e martire              | Chiesa di San Donato                           |                                                    |
| San Donato Vescovo e Martire               | Roccamorice                        | corso Umberto I                  | san Donato, vescovo e martire              |                                                |                                                    |
| San Francesco Caracciolo                   | Chieti                             | piazzale Tricalle, 5             | san Francesco Caracciolo                   |                                                |                                                    |
| San Francesco d'Assisi                     | Casoli-Guarenna                    | contrada Guarenna Nuova          | san Francesco d'Assisi                     |                                                |                                                    |
| San Francesco d'Assisi                     | Guardiagrele                       | via Cappuccini, 5                | san Francesco d'Assisi                     | Chiesa di San Francesco                        |                                                    |
| San Francesco da Paola                     | Chieti                             | via Discesa delle Carceri, 3     | san Francesco da Paola                     |                                                |                                                    |
| San Giacomo                                | Scerni-San Giacomo                 | contrada San Giacomo, 161        | san Giacomo il Maggiore, apostolo          |                                                |                                                    |
| San Giacomo Apostolo                       | Torricella Peligna                 | via Piazzetta                    | san Giacomo il Maggiore, apostolo          | Chiesa di San Giacomo Apostolo                 |                                                    |
| San Giovanni Apostolo e Evangelista        | Colledimezzo                       | via della Chiesa                 | san Giovanni, apostolo ed evangelista      | Chiesa di San Giovanni Apostolo ed Evangelista |                                                    |
| San Giovanni Battista                      | Carunchio                          | via della Chiesa                 | san Giovanni Battista                      |                                                |                                                    |
| San Giovanni Battista                      | Fallo                              | via Orientale                    | san Giovanni Battista                      |                                                |                                                    |
| San Giovanni Battista                      | Monteferrante                      | via Guglielmo Marconi            | san Giovanni Battista                      |                                                |                                                    |
| San Giovanni Battista                      | Monteodorisio                      | largo Madonna delle Grazie       | san Giovanni Battista                      | Chiesa di San Giovanni Battista                |                                                    |
| San Giovanni Bosco                         | Vasto                              | via San Giovanni da Capestrano   | san Giovanni Bosco                         |                                                |                                                    |
| San Giovanni Evangelista                   | San Giovanni Teatino               | via vallelunga, 1                | san Giovanni, apostolo ed evangelista      | Chiesa di San Giovanni Evangelista             |                                                    |
| San Giuseppe                               | San Salvo                          | piazza San Vitale                | san Giuseppe                               | Chiesa di San Giuseppe                         |                                                    |
| San Giuseppe                               | Vasto                              | piazza Lucio Valerio Pudente     | san Giuseppe                               | Concattedrale di San Giuseppe                  | Archiviato il 5 novembre 2019 in Internet Archive. |
| San Giuseppe Artigiano                     | Guardiagrele-Comino                | via Raselli                      | san Giuseppe                               |                                                |                                                    |
| San Giustino                               | Chieti                             | piazza Vittorio Emanuele, 11     | san Giustino                               | Cattedrale di San Giustino                     |                                                    |
| San Gregorio Magno                         | Casacanditella                     | via Roma, 12                     | san Gregorio I Magno, papa                 |                                                |                                                    |
| San Leucio                                 | Atessa                             | piazza Trento e Trieste, 8       | san Leucio, vescovo                        | Duomo di San Leucio                            | Parrocchia di San Leucio - Atessa - Home           |
| San Lorenzo Martire                        | Abbateggio                         | piazza San Lorenzo               | san Lorenzo, diacono e martire             |                                                |                                                    |
| San Lorenzo Martire                        | Rapino                             | largo Monarca                    | san Lorenzo, diacono e martire             |                                                |                                                    |
| San Lorenzo Martire                        | San Buono                          | piazza Giuseppe Amicarelli       | san Lorenzo, diacono e martire             | Chiesa di San Lorenzo                          |                                                    |
| San Lorenzo Martire                        | Vasto                              | via San Lorenzo                  | san Lorenzo, diacono e martire             |                                                |                                                    |
| San Marco Evangelista                      | Vasto                              | via Maddalena, 86                | san Marco, evangelista                     |                                                | Parrocchia - Home page                             |
| San Martino e Santa Giusta                 | Montenerodomo                      | via Giacomo Matteotti, 1         | san Martino e santa Giusta                 | Chiesa di San Martino e Santa Giusta           |                                                    |
| San Martino Vescovo                        | Chieti-Scalo                       | piazza San Martino               | san Martino, vescovo                       |                                                |                                                    |
| San Martino Vescovo                        | Liscia                             | via Mercurio                     | san Martino, vescovo                       |                                                |                                                    |
| San Matteo Apostolo                        | Rocca San Giovanni                 | via Giuseppe Mazzini             | san Matteo, apostolo ed evangelista        |                                                |                                                    |
| San Michele Arcangelo                      | Bucchianico                        | piazza Roma, 4                   | san Michele, arcangelo                     |                                                |                                                    |
| San Michele Arcangelo                      | Carpineto Sinello                  | salita del Castello, 58          | san Michele, arcangelo                     | Chiesa di San Michele Arcangelo                |                                                    |
| San Michele Arcangelo                      | Miglianico                         | via della Chiesa, 11             | san Michele, arcangelo                     |                                                |                                                    |
| San Michele Arcangelo                      | Montelapiano                       | via della Chiesa                 | san Michele, arcangelo                     |                                                |                                                    |
| San Michele Arcangelo                      | Roccaspinalveti                    | piazza Roma                      | san Michele, arcangelo                     |                                                |                                                    |
| San Nicola di Bari                         | Casacanditella-Semivicoli          | via San Nicola, 28               | san Nicola, vescovo                        |                                                |                                                    |
| San Nicola di Bari                         | Colledimacine                      | piazza Barbolani                 | san Nicola, vescovo                        |                                                |                                                    |
| San Nicola di Bari                         | Torricella-Fallascoso              | piazza San Nicola                | san Nicola, vescovo                        |                                                |                                                    |
| San Nicola di Bari                         | Guardiagrele                       | via Cavalieri, 129               | san Nicola, vescovo                        | Chiesa di San Nicola di Bari                   |                                                    |
| San Nicola di Bari                         | Lettomanoppello                    | via Stefani                      | san Nicola, vescovo                        |                                                |                                                    |
| San Nicola di Bari                         | Lettopalena                        | piazza Risorgimento              | san Nicola, vescovo                        |                                                |                                                    |
| San Nicola di Bari                         | Manoppello                         | corso Santarelli                 | san Nicola, vescovo                        |                                                |                                                    |
| San Nicola di Bari                         | Orsogna                            | largo Piano Castello             | san Nicola, vescovo                        | Chiesa di San Nicola                           |                                                    |
| San Nicola di Bari                         | Pennadomo                          | via San Nicola di Bari           | san Nicola, vescovo                        |                                                |                                                    |
| San Nicola di Bari                         | Taranta Peligna                    | via Castello, 2                  | san Nicola, vescovo                        |                                                |                                                    |
| San Nicola di Bari                         | Villa Santa Maria                  | piazza San Nicola di Bari        | san Nicola, vescovo                        | Chiesa di San Nicola di Bari                   |                                                    |
| San Nicola Vescovo                         | San Salvo                          | piazza San Nicola                | san Nicola, vescovo                        |                                                |                                                    |
| San Pancrazio Martire                      | Manoppello-Scalo                   | viale della Stazione             | san Pancrazio, martire                     |                                                |                                                    |
| San Panfilo                                | Scerni                             | largo della Cattedrale, 1        | san Panfilo, vescovo                       |                                                |                                                    |
| San Paolo Apostolo                         | Vasto-Zona 167                     | via Florindo Ritucci Chinni, 1   | san Paolo, apostolo                        |                                                |                                                    |
| San Pietro                                 | Vasto                              | piazza Sant'Antonio              | san Pietro, apostolo                       |                                                |                                                    |
| San Pietro Apostolo                        | Civitaluparella                    | piazza Guglielmo Marconi         | san Pietro, apostolo                       |                                                |                                                    |
| San Pietro Apostolo                        | Ripa Teatina                       | via dello Zingaro, 28            | san Pietro, apostolo                       |                                                |                                                    |
| San Pio X                                  | Chieti                             | via Pescara                      | san Pio X, papa                            |                                                |                                                    |
| San Remigio                                | Fara San Martino                   | piano dei Santi                  | san Remigio, vescovo                       | Chiesa di San Remigio                          |                                                    |
| San Rocco                                  | Roccamontepiano                    | via Roma                         | san Rocco                                  |                                                |                                                    |
| San Rocco                                  | San Giovanni Teatino-Sambuceto     | via Roma                         | san Rocco                                  |                                                |                                                    |
| San Rocco                                  | Torrevecchia Teatina               | piazza San Rocco                 | san Rocco                                  |                                                | Parrocchia S. Rocco - Torrevecchia Teatina (CH)    |
| San Sabino Vescovo                         | Furci                              | piazza Beato Angelo              | san Sabino, vescovo                        |                                                |                                                    |
| San Silvestro Papa                         | Fossacesia-Villa Scorciosa         | via San Silvestro, 4             | san Silvestro, papa                        |                                                |                                                    |
| San Silvestro Papa                         | Fraine                             | via Umberto I                    | san Silvestro, papa                        |                                                |                                                    |
| San Silvestro Papa                         | Guardiagrele-Villa San Vincenzo    | località Villa San Vincenzo      | san Silvestro, papa                        |                                                |                                                    |
| San Silvestro Papa                         | Montazzoli                         | corso Umberto I                  | san Silvestro, papa                        |                                                |                                                    |
| San Tommaso Apostolo                       | Caramanico Terme-San Tommaso       | strada provinciale per Salle     | san Tommaso, apostolo                      | Chiesa di San Tommaso di Paterno               |                                                    |
| San Tommaso Apostolo                       | Perano                             | via Duca degli Abruzzi           | san Tommaso, apostolo                      |                                                |                                                    |
| San Vincenzo Ferreri                       | Atessa-Piazzano                    | contrada Montemarcone            | san Vincenzo Ferreri                       | Chiesa di San Vincenzo Ferrer                  | Archiviato il 5 novembre 2019 in Internet Archive. |
| San Vincenzo Ferreri                       | Paglieta                           | via Caduti di Nassiriya, 351     | san Vincenzo Ferreri                       |                                                |                                                    |
| Sant'Agostino                              | Chieti                             | via Crociferi                    | sant'Agostino, dottore della Chiesa        |                                                |                                                    |
| Sant'Alfonso de' Liguori                   | Francavilla al Mare                | piazza Sant'Alfonso              | sant'Alfonso Maria de' Liguori             |                                                |                                                    |
| Sant'Andrea Apostolo                       | Pretoro                            | via Girone, 17                   | sant'Andrea, apostolo                      |                                                |                                                    |
| Sant'Anna                                  | Chieti                             | piazzale Sant'Anna               | sant'Anna                                  |                                                |                                                    |
| Sant'Antonio Abate                         | Bolognano                          | piazza Sant'Antonio              | sant'Antonio, il Grande                    |                                                |                                                    |
| Sant'Antonio Abate                         | Chieti                             | via Sant'Antonio                 | sant'Antonio, il Grande                    |                                                |                                                    |
| Sant'Eustachio                             | Tocco da Casauria                  | piazza Sant'Eustachio            | sant'Eustachio, martire                    |                                                |                                                    |
| Santa Giusta                               | Montebello sul Sangro              | largo della Chiesa               | santa Giusta                               |                                                |                                                    |
| Santa Liberata                             | Francavilla al Mare                | via Nazionale Adriatica, 115     | santa Liberata                             |                                                |                                                    |
| Santa Maria ad Nives                       | Filetto                            | via Isonzo, 10                   | Nostra Signora della Neve                  |                                                |                                                    |
| Santa Maria Assunta                        | Gissi                              | via la Chiesa                    | santa Maria, assunta in Cielo              |                                                |                                                    |
| Santa Maria Assunta                        | Giuliano Teatino                   | piazza Don Cocco, 1              | santa Maria, assunta in Cielo              |                                                |                                                    |
| Santa Maria Assunta                        | Lentella                           | largo Moro, 14                   | santa Maria, assunta in Cielo              |                                                |                                                    |
| Santa Maria Assunta                        | Paglieta                           | largo del Pozzo                  | santa Maria, assunta in Cielo              | Chiesa di Maria Santissima Assunta             |                                                    |
| Santa Maria Assunta                        | Sant'Eusanio del Sangro            | piazza Cesare De Titta, 4        | santa Maria, assunta in Cielo              | Chiesa di Santa Maria Assunta                  |                                                    |
| Santa Maria Assunta                        | Serramonacesca                     | via Roma                         | santa Maria, assunta in Cielo              |                                                |                                                    |
| Santa Maria Ausiliatrice                   | Casoli-Pianibbie                   | contrada Pianibbie               | santa Maria, aiuto dei cristiani           |                                                |                                                    |
| Santa Maria de Cryptis                     | Chieti-Villa Reale                 | via Villa Obletter, 9            | santa Maria, madre di Dio                  |                                                |                                                    |
| Santa Maria de Lapide                      | Roccamontepiano-Terranova          | via Terranova, 3                 | santa Maria, madre di Dio                  |                                                |                                                    |
| Santa Maria degli Angeli                   | Chieti                             | piazza Monsignor Venturi         | santa Maria, regina degli Angeli           |                                                |                                                    |
| Santa Maria dei Miracoli                   | Casalbordino-Miracoli              | contrada Pian del Lago           | santa Maria dei Miracoli                   |                                                |                                                    |
| Santa Maria del Balzo                      | Bolognano-Musellaro                | piazza Santissimo Crocifisso     | santa Maria, madre di Dio                  |                                                |                                                    |
| Santa Maria del Popolo                     | Altino                             | via della Chiesa                 | santa Maria, madre di Dio                  |                                                |                                                    |
| Santa Maria del Popolo                     | Bomba                              | largo della Chiesa               | santa Maria, madre di Dio                  | Chiesa di Santa Maria del Popolo               |                                                    |
| Santa Maria del Porto                      | San Vito Chietino-Marina           | largo Don Giuseppe Argentieri, 1 | santa Maria, madre di Dio                  |                                                |                                                    |
| Santa Maria del Sabato Santo               | Vasto                              | via Alborato, 1                  | santa Maria, madre di Dio                  |                                                |                                                    |
| Santa Maria delle Grazie                   | Dogliola                           | piazza San Rocco                 | Nostra Signora delle Grazie                |                                                |                                                    |
| Santa Maria delle Grazie                   | Palmoli                            | via Vittorio Veneto, 51          | Nostra Signora delle Grazie                | Chiesa di Santa Maria delle Grazie             |                                                    |
| Santa Maria delle Nevi                     | Villalfonsina                      | piazza del Duomo                 | Nostra Signora della Neve                  |                                                |                                                    |
| Santa Maria dell'Olmo                      | Archi                              | via Eugenio Sirolli, 17          | santa Maria, madre di Dio                  |                                                |                                                    |
| Santa Maria Goretti                        | Scafa-Decontra                     | via Santa Maria Goretti, 29      | santa Maria Goretti                        |                                                |                                                    |
| Santa Maria Immacolata                     | Guilmi                             | via della Chiesa                 | santa Maria, concepita senza peccato       |                                                |                                                    |
| Santa Maria Incoronata                     | Vasto-Incoronata                   | via Incoronata                   | santa Maria Incoronata                     |                                                |                                                    |
| Santa Maria Maggiore e San Valentino       | Gessopalena                        | via Francesco Tozzi              | santa Maria, madre di Dio, e san Valentino | Chiesa di Santa Maria Maggiore                 |                                                    |
| Santa Maria Maddalena                      | Casalanguida                       | via Nuova, 23                    | santa Maria Maddalena                      |                                                |                                                    |
| Santa Maria Maggiore                       | Caramanico Terme                   | corso Berardi, 32                | santa Maria, madre di Dio                  |                                                |                                                    |
| Santa Maria Maggiore                       | Casoli                             | via del Tempio                   | santa Maria, madre di Dio                  | Chiesa di Santa Maria Maggiore                 |                                                    |
| Santa Maria Maggiore                       | Francavilla al Mare                | piazza San Franco, 1             | santa Maria, madre di Dio                  |                                                |                                                    |
| Santa Maria Maggiore                       | Guardiagrele                       | piazza Santa Maria Maggiore      | santa Maria, madre di Dio                  | Collegiata di Santa Maria Maggiore             |                                                    |
| Santa Maria Maggiore                       | Vasto                              | via Santa Maria                  | santa Maria, madre di Dio                  | Chiesa di Santa Maria Maggiore                 | Archiviato il 5 novembre 2019 in Internet Archive. |
| Santa Maria Maggiore                       | Villamagna                         | piazza Guglielmo Marconi         | santa Maria, madre di Dio                  |                                                |                                                    |
| Santa Maria Stella Maris                   | Vasto                              | via Zara                         | santa Maria, stella del mare               | Chiesa di Santa Maria Stella Maris             |                                                    |
| Santa Vittoria                             | Tornareccio                        | via della Vittoria               | santa Vittoria, vergine e martire          | Chiesa di Santa Vittoria                       |                                                    |
| Santa Vittoria Vergine e Martire           | Pietraferrazzana                   | via Cesare Augusto               | santa Vittoria, vergine e martire          |                                                |                                                    |
| Sante Giusta e Maria                       | Tufillo                            | piazza Marconi, 1                | santa Giusta                               |                                                |                                                    |
| Santi Angeli Custodi                       | Francavilla al Mare-Foro           | contrada Foro, 56                | santi Angeli custodi                       |                                                |                                                    |
| Santi Cosma e Damiano                      | Roccascalegna                      | via San Cosmo                    | santi Cosma e Damiano                      | Chiesa dei Santi Cosma e Damiano               |                                                    |
| Santi Nicola e Maurizio                    | Caramanico Terme                   | piazza del Mercato               | san Nicola e san Maurizio                  |                                                |                                                    |
| Santi Silvestro e Rocco                    | Pennapiedimonte                    | via Calvario, 1                  | san Silvestro e san Rocco                  |                                                |                                                    |
| Santi Valentino e Damiano                  | San Valentino in Abruzzo Citeriore | via Fiume, 4                     | san Valentino                              | Chiesa dei Santi Valentino e Damiano           |                                                    |
| Santi XII Apostoli                         | Chieti-Scalo                       | via Capestrano                   | santi dodici apostoli di Gesù              |                                                |                                                    |
| Santissima Trinità                         | Chieti                             | piazza Trento e Trieste          | santissima Trinità                         | Chiesa della Santissima Trinità                |                                                    |
| Santissimo Crocifisso                      | Chieti-Scalo                       | via Avezzano, 28                 | Gesù crocifisso                            |                                                |                                                    |
| Santissimo Salvatore                       | Casalbordino                       | via del Forte                    | Gesù, salvatore del mondo                  |                                                |                                                    |
| Santissimo Salvatore                       | Civitella Messer Raimondo          | piazza Roma                      | Gesù, salvatore del mondo                  |                                                |                                                    |
| Santissimo Salvatore                       | Fara Filiorum Petri                | largo Montecassino, 1            | Gesù, salvatore del mondo                  |                                                |                                                    |
| Santissimo Salvatore                       | Fresagrandinaria                   | salita Cavour                    | Gesù, salvatore del mondo                  |                                                |                                                    |
| Santissimo Salvatore                       | Palombaro                          | via Orientale, 5                 | Gesù, salvatore del mondo                  |                                                |                                                    |
| Santissimo Salvatore                       | Archi-Piane                        | via San Salvatore, 13            | Gesù, salvatore del mondo                  |                                                |                                                    |
| Santissimo Salvatore                       | Pollutri                           | via della Chiesa                 | Gesù, salvatore del mondo                  |                                                |                                                    |
| Santissimo Salvatore                       | Salle                              | piazza Beato Roberto             | Gesù, salvatore del mondo                  |                                                |                                                    |
| Santissimo Salvatore                       | Torino di Sangro                   | piazza Guglielmo Marconi         | Gesù, salvatore del mondo                  | Chiesa di San Salvatore                        |                                                    |
| Santo Stefano in Rivo Maris                | Torino di Sangro-Marina            | via Nazionale                    | santo Stefano, primo martire               | abbazia di Santo Stefano in Rivomaris          |                                                    |
| Santo Stefano Protomartire                 | Casalincontrada                    | piazza Alceste De Lollis         | santo Stefano, primo martire               | Chiesa di Santo Stefano                        |                                                    |
| Santo Stefano Protomartire                 | Turrivalignani                     | piazza Umberto I                 | santo Stefano, primo martire               |                                                |                                                    |